# Antonio Soria Alemany
Antonio Soria Alemany (* 1967 in Albacete) ist ein spanischer Pianist, Kammermusiker und Musikpädagoge. Aufgrund der engen Zusammenarbeit mit Alicia de Larrocha unter anderem in seinem Turina-Projekt wird er als der Katalanischen Pianistenschule nahestehend gewertet.

## Leben und Werk
Soria erhielt seine erste musikalische Ausbildung am Conservatori del Liceu in Barcelona bei Ramón Coll und am Konservatorium von Bordeaux bei dem Organisten Francis Chapelet. Darüber hinaus studierte er bei Vlado Perlemuter, Maria João Pires, Joaquín Achúcarro und Germaine Mounier, die ihn in seiner Karriere maßgeblich prägten, sowie bei den Pianisten Walid Akl, Alexis Weissenberg und Alicia de Larrocha. Als Pianist des Duo Reinecke gewann Antonio Soria 1994 den Wettbewerb „Paper de Música de Capellades“ mit der Einstimmigkeit einer Jury unter Vorsitz des Dirigenten Antoni Ros Marbà. Als Absolvent der Universität Valencia ist Soria Doktor für Ästhetik und musikalische Kreativität.
Alicia de Larrocha unterstützte ihn bei der Einspielung des Gesamtklavierwerkes von Joaquín Turinas auf 16 CDs. Ein solches Projekt war vor ihm noch kein Pianist angegangen. Alicia de Larrocha hatte dieses Projekt als hochbedeutend eingestuft. Sie lud Soria anlässlich des 100-jährigen Bestehens der Acadèmia Marshall ein, dort einen Meisterkurs zu geben. Der Sekretär der Königlichen Akademie der Schönen Künste von San Fernando Jose Luis García del Busto lud Soria zu einer Konzertserie spanischer Klavierwerke anlässlich des 50-jährigen Bestehens von Radio Clásica des Senders Radio Nacional de España (RNE) ein. Hier interpretierte er Werke von Soler, Chopin, Granados, Turina, Ravel und Villa-Lobos.
Antonio Soria gab Rezitals, Konzerte und Kammermusikveranstaltungen in zahlreichen Städten Europas, Nord- und Südamerikas sowie in Ägypten und der Türkei. Er arbeitete dabei mit Ensembles wie dem Kammerorchester des Kreml, dem Kammerorchester Leoš Janáček, der Camerata Mediterranea, dem Sofia Soloists Chamber Orchestra, dem Mexkanischen Symphonieorchester zusammen. Er spielte unter der Leitung von Gerassim Voronkov, Plamen Djouroff, Velizar Genchev, Robert Gutter, Jesús Medina, Daniele Giorgi, Raúl Gutiérrez, Valentin Doni, Jeffrey Silberschlag, Salvador Brotons, Johannes Rieger, Aurélien Bello di Francia, Reinhard Seehafer Gilles Colliard und Miklos Talkas. Er gab Kammermusik- und Opernstücke zusammen mit Elena Obraztsova (Mezzo), Ana Maria Sanchez (Sopran), Robert Expert (Alt), Marçal Cervera (Violoncello) und Paul Meyer (Klarinette). Mit Paul Badura-Skoda gab er Konzerte für Klavier zu vier Händen.
Seit 1995 lehrte Soria als Professor für Klavier am Konservatorium Óscar Esplá Alicante, seit 1998 am Konservatorium von Castellón. In diesen Jahren wirkte er auch als Gastprofessor bei mehreren internationalen Musikkursen wie dem „Musik-Aufbaukurs für Sänger“ in Callosa d'en Sarrià (Alicante), an dem Sänger wie Elena Obraztsova, Ana Luisa Chova, Robert Expert, Miguel Zanetti, Ana María Sanchez und Salvador Seguí teilnahmen, den „Kurs Barockmusik“ in Benidorm, die Internationalen Sommerkurse von Denia (1995, zusammen mit Victoria de los Ángeles), seit 2005 Kurse für Klavierbegleitung auf dem Festival Festival des Arcs (Savoyen). Soria war Urheber und künstlerischer Leiter der Internationalen Musik-Festival-Akademie von Oropesa (Orfim). Seit 2000 leitete er die Konzertgesellschaft von Albacete, die Konzertgesellschaft seiner Heimatstadt, sowie die „Musik an der Universität“ der Universität Kastilien-La Mancha. Er war auch künstlerischer und akademischer Direktor des Institutes für musikalische Sprache und Interpretation (ISLIM). Antonio Soria wirkt aktuell als Professor für Klavier am Konservatorium von Oviedo.
Soria war Jurymitglied zahlreicher nationaler wie internationaler Musikwettbewerbe. Von 1995 bis 2000 war er Juror bei den Jugendmusikwettbewerben von Albacete, er war Juror beim 5. und 10. Concurso Internacional de Piano Compositores de España (Madrid, 2004 und 2009), ein Wettbewerb, der spanische Komponisten in den Vordergrund stellt, beim 22. und 23. Internationalen Clara-Haskil-Klavierwettbewerb (2007 und 2009), beim 4. Moritz-Moszkowski-Wettbewerb (2011, Kielce, Polen), beim 8. Franz-Liszt-Wettbewerb (2015, Grottammare, Italien) und beim 26. Frederic-Chopin-Wettbewerb in Rom (2016).

## Wertung
Von spanischen Zeitschriften wie Audioclásica, Ritmo oder CD Compact wie auch der internationalen Musikkritik wurde Soria als „großartiger Nachfolger von Pianisten wie José Iturbi und Alicia de Larrocha“ gefeiert. „Mehr als den wohlverdienten Beifall müssen wir dem fleißigen Förderer, dem Forscher und dem Dolmetscher grenzenlosen Dank entgegenbringen. Turina kommt zu uns ganz und wahr, sensibel und wie die pascalsche Vernunft, über das Auge des Geistes und das Auge des Herzens.“